# Sòcrates Escolàstic
Sòcrates Escolàstic (en llatí Socrates Scholasticus, en grec Σωκράτης) fou un orador i historiògraf religiós de parla grega autor d'una Historia eclesiàstica. Juntament amb Eusebi de Cesarea, Hèrmies Sozomen, Teodoret de Cir i Evagri d'Epifania, va ser un dels grans historiadors de l'antiguitat cristiana. Aquesta Història eclesiàstica va ser publicada probablement cap al 439 o al 440, i pretenia ser una història del cristianisme en general més que de l'Església en sentit estricte. Aquesta visió àmplia es pot explicar perquè Sòcrates formava par del grup dels Novacians i, per tant, estava al marge de l'Església "oficial". Mostra interès i tolerància per a tots els grups i moviments cristians. També explica la preocupació de Sòcrates per interessar a un públic nombrós.
Va néixer vers el 379 o poc abans i es va educar a Constantinoble on va viure quasi tota la seva vida. De jove va estudiar amb Ammoni i Hel·ladi, sacerdots pagans a Alexandria i va fugir d'aquesta ciutat després dels disturbis ocasionats per la destrucció dels temples pagans, vers el 389. Va actuar com advocat a Constantinoble i encara era viu el 439.

## LaHistoria Eclesiàstica
La seva obra Ἐκκλησιαστή ἱστορία, Historia Ecclesiastica, completada abans del 439 i encara reescrita parcialment en una segona edició amb noves dades, es presentava com una continuació de la d'Eusebi de Cesarea, i anava des del temps de Constantí I el Gran al 438, en temps de Teodosi II el Jove, un període de 140 anys segons l'autor (en realitat 133 anys).
- El llibre I està dedicat íntegrament al regnat de Constantí I, del que explica breument el seu ascens al poder. Després passa revista als esdeveniments importants de la història del cristianisme durant el seu llarg regnat: el Concili de Nicea (325), la política religiosa de l'emperador, algunes de les grans figures episcopals i monàstiques de l'època, la conversió de diversos pobles bàrbars (Aksumites, Georgians), el descobriment de la tomba i de la creu de Crist, els problemes que el concili va plantejar a Orient. Sòcrates cita in extenso molts documents importants, cartes dels bisbes de l'emperador i dels consellers imperials. Per altra part, la seva Història, a diferència d'altres, no parla de guerres, sinó que mostra benevolència i una certa comprensió general dels fets, sens dubte per la pertinença de l'autor a l'Església dissident. (però fidel a Nicea) dels Novacians.
- El llibre II cobreix els regnats dels fills de Constantí (337-361). El llibre III els de Julià l'Apòstata i Jovià (361-364). Com fa al llibre I, la història general serveix de marc per a la història eclesiàstica. El llibre II informa d'alguns esdeveniments polítics, especialment durant el regnat de Constanci II. Al llibre III, un llarg capítol narra la vida de Julià abans de ser emperador, i també parla profusament de la seva política religiosa. Més breument parla de l'expedició persa i la mort de Julià i l'adveniment de Jovià i la seva mort. Però la part principal continua dedicada a la història eclesiàstica. La crisi que va provocar l'arianisme ocupa, un espai considerable en aquests dos llibres, en particular al Llibre II. Menciona alguns dels molts concilis que van seguir al de Nicea, el d'Antioquia el 341, els de Sardenya (343), Sírmium (351 i 357), Milà (355), Rímini (359), Selèucia (359), Constantinoble (360), Antioquia (361), Alexandria (362), Antioquia (363) i en parla fent nombroses aportacions sobre les discussions en els preparatius i durant els concilis i cita íntegrament moltes intervencions. Aquests textos, molt poc coneguts, són una gran aportació a la història del pensament cristià. Al Llibre III, una de les mesures de Julià, la prohibició de que els cristians es dediquin a l'ensenyament, permet a Sòcrates una llarga reflexió sobra la importància de la cultura clàssica.
- El llibre IV parla dels regnats de Valentinià I (364-375) i Valent (364-378), i de l'inici dels regnats de Flavi Gracià i Valentinià II. Les conseqüències de la crisi ariana encara figuren en un lloc important, però Sòcrates no s'entreté en temes de definició de la doctrina, sinó que més aviat descriu les persecucions sofertes pels cristians no arians. Un capítol important està dedicat als ascetes d'Egipte, i en particular a Evagri del Pont.
- El llibre V parla del final del regnat de Flavi Gracià (378-383) i el regnat de Teodosi I el Gran (379-395), i el paper que va jugar en el restabliment de l'ortodòxia aprovada al Concili de Nicea. Aquest llibre també dona informació sobre la situació de les esglésies dissidents i sobre la gran varietat dels usos litúrgics que es practicaven a les esglésies. Sòcrates no parla de les lleis de Teodosi I contra els pagans, però relata amb detall la destrucció del Serapeu d'Alexandria.
- El llibre VI cobreix el regnat d'Arcadi (395-408). Inclou en gran part, una biografia històrica de Joan Crisòstom, interessant pel judici crític de Sòcrates sobre la persona i les activitats del bisbe. Sòcrates, que vol ser un historiador neutral, reflecteix en part l'opinió negativa dels opositors de Joan Crisòstom a Constantinoble.
- El llibre VII abasta el regnat de l'emperador Teodosi II el Jove fins al 438, quan l'historiador posa fi voluntàriament a la seva història. Aquest volum incorpora més dades sobre la història secular. Diversos capítols parlen dels jueus, i en alguns es mostra la dificultat de les relacions entre jueus i cristians, testimoniades també per diverses lleis de Teodosi II. Diversos capítols, generalment crítics, parlen de la figura de Ciril d'Alexandria i de l'assassinat d'Hipàcia, que encara que no l'atribueix directament al bisbe, manifesta el seu dolor per aquella mort.

L'obra en conjunt, a part de descriure fets històrics, és una crida a la tolerància i a la pau a tots els nivells, un manifest a favor de la llibertat religiosa. De fet, tot el llibre VII defensa el respecte entre les persones, l'harmonia i la pau, cosa que confirmaria la seva adscripció al Novacianisme.